# Guldbaggegalan 1997
Den 32:a Guldbaggegalan, som belönade svenska filmer från 1996, sändes från Blå hallen i Stadshuset, Stockholm den 10 februari 1997.

## Vinnare och nominerade
Vinnarna listas i fetstil.
| Bästa film | Bästa regi |
| --- | --- |
| - Hamsun – Erik Crone - Jägarna – Joakim Hansson och Björn Carlström - Juloratoriet – Dorothee Pinfold                          | - Kjell Sundvall – Jägarna - Ella Lemhagen – Drömprinsen – filmen om Em - Kjell-Åke Andersson – Juloratoriet     |
| Bästa manliga huvudroll | Bästa kvinnliga huvudroll                                                                                        |
| - Max von Sydow – Hamsun - Rolf Lassgård – Jägarna - Gösta Ekman – Nu är pappa trött igen                                       | - Ghita Nørby – Hamsun - Gunilla Nyroos – Rusar i hans famn - Lina Englund – Vinterviken                         |
| Bästa manliga biroll | Bästa kvinnliga biroll                                                                                           |
| - Lennart Jähkel – Jägarna - Sven-Bertil Taube – Jerusalem - Reine Brynolfsson – Jerusalem                                      | - Lena Endre – Jerusalem - Viveka Seldahl – Juloratoriet - Chatarina Larsson – Nu är pappa trött igen            |
| Bästa manuskript | Bästa foto |
| - P.O. Enquist – Hamsun - Björn Carlström och Kjell Sundvall – Jägarna - Harald Hamrell, Sara Heldt och Mats Wahl – Vinterviken | - Harald Gunnar Paalgard – Juloratoriet - Kjell Lagerroos – Jägarna - Anders Bohman – Drömprinsen – filmen om Em |
| Bästa utländska film | Bästa kortfilm                                                                                                   |
| - Breaking the Waves – Lars von Trier - Fargo – Joel Coen - Trainspotting – Danny Boyle                                         | - I skuggan av solen – Susanna Edwards - Sverige – Magnus Carlsson - Stålbadet – Anders Bohman                   |
| Kreativa insatser | Ingmar Bergman-priset                                                                                            |
| - Horst Stadlinger | - Nils Melander                                                                                                  |